# 듀이 마틴

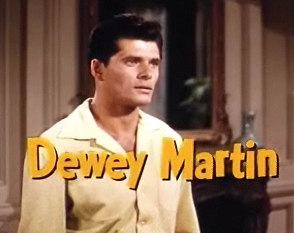

듀이 마틴(Dewey Martin, 1923년 12월 8일 ~ 2018년 4월 9일)은 미국의 배우, 영화배우, 텔레비전 배우이다.
샌피드로에서 사망하였다.

## 영화
- 세븐 얼론 (1974년)
- 세비지 샘 (1963년)
- 지상 최대의 작전 (1962년) - Pvt. 와일더 역
- 1만개의 침실들 (1957년)
- 필사의 도망자 (1955년)
- 파라오의 땅 (1955년)
- 멘 오브 더 파이팅 레이디 (1954년) - 엔사인 케네스 쉐크터 역
- 디즈니랜드 (1954년) - 다니엘 분 역
- 클라이막스! (1954년)
- 빅 스카이 (1952년)
- 괴물 디 오리지널 (1951년) - 밥 역